# Wilhelmina Raab
Wilhelmina Ivanovna Raab, rozená Vilemína Bílková, z druhého manželství Pluščevská-Pluščik (13. května 1848 Slavkov u Brna – 23. listopadu 1917 Petrohrad), byla sopránová operní a komorní pěvkyně a profesorka zpěvu narozená na Moravě a působící v Rusku. Přední sólistka operní scény Mariinského divadla v Petrohradě a vyučující na Petrohradské konzervatoři.

## Život a dílo
Narodila se 13. května 1848 jako Vilemína Bílková, v pořadí pátá dcera kožešníka Jana Bílka, který s rodinou bydlel v Panské (pozdější Husově) ulici č. 11 ve Slavkově u Brna. Do svých sedmi let žila ve Slavkově, kde mimo jiné hrála na housle a zpívala v kostele na kůru, poté se s rodiči odstěhovala do Rakouska. Hru na housle studovala zprvu na Pražské konzervatoři u Mořice Mildnera (1812–1865), a poté na vídeňské konzervatoři, kde si přidala také hodiny zpěvu ve třídě Anny Bochkoltz-Falconi (1820–1879).
Ve Vídni se poznala s rakouským houslistou Johannem Raabem, s nímž v roce 1869 uzavřela sňatek a odstěhovala se s ním do ruského Petrohradu, kde Raab v 60. letech vyučoval na konzervatoři a působil jako houslista v Mariinském divadle. Ještě téhož roku v Petrohradě poprvé vystoupila na koncertě Carské ruské hudební společnosti (RMO) s Eduardem Nápravníkem. Choť však záhy, po půl roce manželství, zemřel a Vilemína zůstala v Petrohradě sama, po muži jí zůstala dcera Johanna Raab. Studovala zpěv na Petrohradské konzervatoři ve třídě Henriette Nissen-Saloman a v roce 1872 zde promovala s velkou stříbrnou medailí.
V letech 1871–1885 byla sólistkou Mariinského divadla, kde debutovala jako Matylda v opeře Gioacchina Rossiniho Vilém Tell. Ztvárnila zde celkem 32 rolí v 29 operách. Mezi její nejlepší úlohy patřily Ludmila (Glinka: Ruslan a Ludmila), Kateřina, Natálie (Čajkovský: Opričník), Markétka (Gounod: Faust), Alžběta (Wagner: Tannhäuser), Elsa (Wagner: Lohengrin), Irena (Wagner: Rienzi). Stala se také první představitelkou mnoha rolí v premiérově uvedených operách ruských skladatelů. Byla Natálie, Oksana či Agnes Sorel v Čajkovského operách (Opričník 1874; Kovář Vakula 1876, resp. Panna orleánská 1881), Xenie v Musorgského Borisi Godunovi (1874), Tamara, Noemi či Alena Dmitrijevna v Rubinštejnových dílech (Démon 1875; Makabejští 1876, resp. Kupec Kalašnikov 1880) nebo Kateřina v opeře Angelo Césara Kjui (1876).
Na symfonických koncertech RMO pod vedením Evžena Nápravníka zpívala sólové party v oratoriu Putování růže (Der Rose Pilgerfahrt) Roberta Schumanna (1872), v Lisztově Uherské korunovační mši (1874), Beethovenově 9. symfonii (1874, 1879), Mozartově Requiem (1875) a také v Beethovenově Slavnostní mši (1880). Byla také vynikající komorní pěvkyní, jejíž repertoár zahrnoval romance a písně Franze Schuberta, Roberta Schumanna, Felixe Mendelssohna, Césara Kjui, Antona Rubinsteina či Petra Čajkovského (ten jí věnoval svou romanci „Kanár“, op. 25 č. 4, 1875) a dalších.
S blížícím se závěrem své aktivní operní kariéry, od roku 1884, začala vyučovat zpěv na Petrohradské konzervatoři, kde byla v roce 1901 jmenována profesorkou a setrvala zde až do své smrti v roce 1917. Ještě jednou se provdala, v letech 1877–1912 jí byl manželem ruský novinář Jakov Alexejevič Pluščevskij-Pluščik. Zemřela v listopadu 1917 na mozkovou mrtvici a byla pohřbena v Petrohradě na luteránském hřbitově.

## Fotogalerie

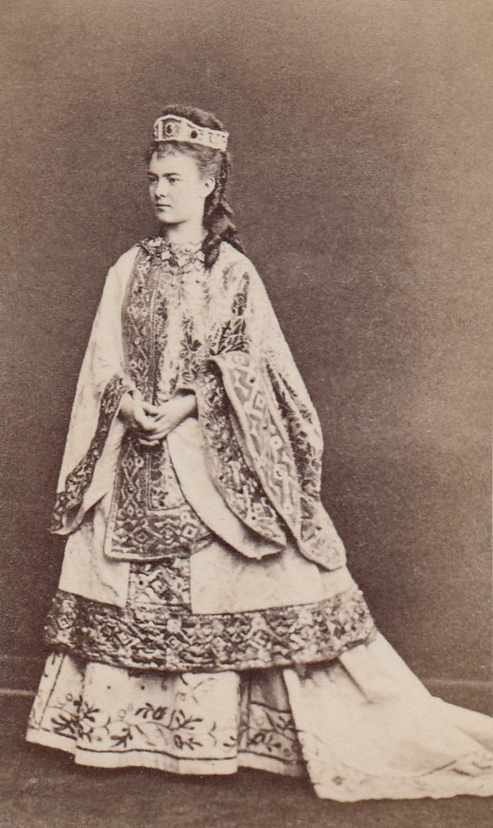
Jako Elsa ve Wagnerově Lohengrinovi
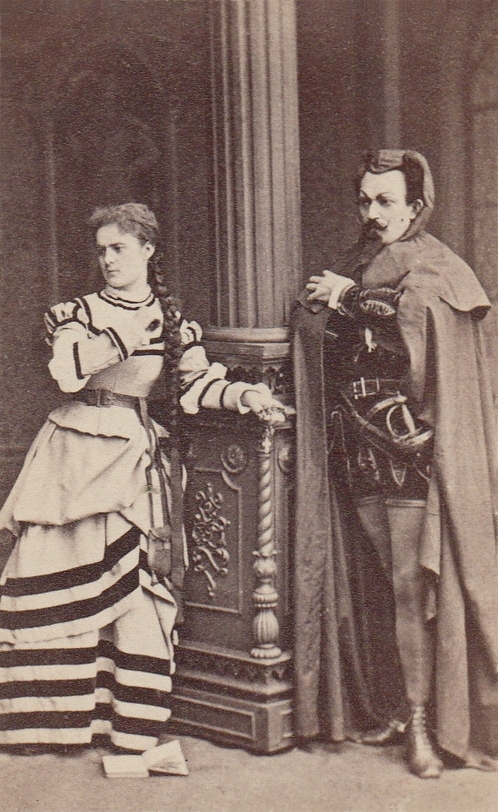
S Josefem Palečkem v Gounodově Faustovi
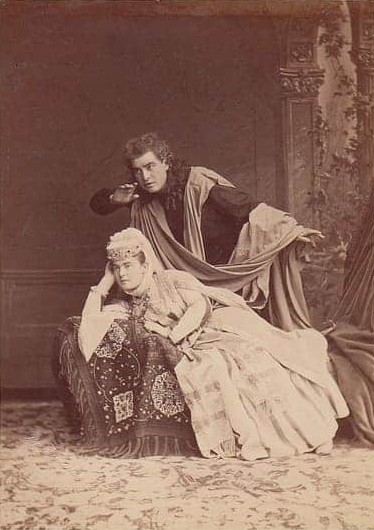
S Ivanem Melnikovem v Rubinštejnově Démonovi
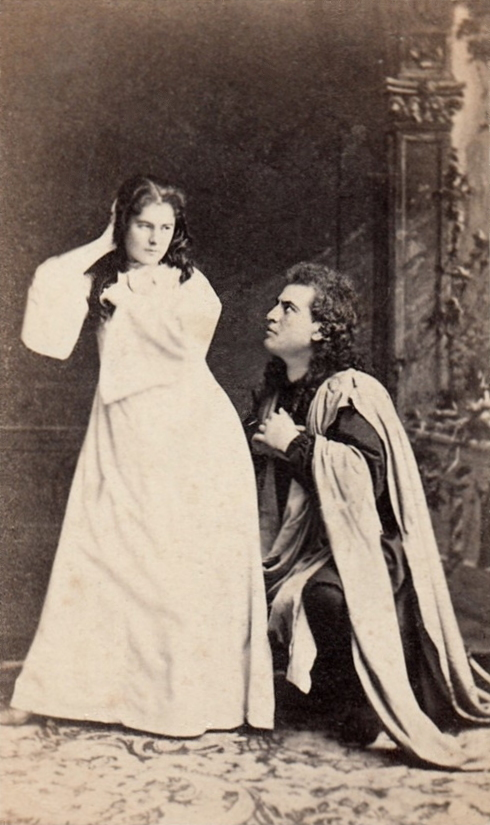
Opět s Melnikovem při premiéře Démona